# MS Mazowsze
MS Mazowsze – polski wycieczkowiec, eksploatowany w latach 1955–1983.

## Historia
Wybudowany w węgierskiej stoczni rzecznej Gheorghiu-Dej Hajógyár (Stocznia im. Gheorgiu-Deja) w budapeszteńskiej dzielnicy Újpest nad Dunajem. Eksploatowany na Bałtyku w latach 1955–1983 przez Żeglugę Gdańską, później sprzedany.
Pocięty na złom w 1983 w Danii.

## Dane techniczne
Przy pojemności 1013 BRT statek przewoził do 120 pasażerów z maksymalną prędkością 16 węzłów. Miał długość 60,33 m i zanurzenie tylko 3,22 m. Płytkie zanurzenie, będące pochodną faktu, że zbudowano go w stoczni rzecznej, skutkowało niską dzielnością morską jednostki; uznawany był powszechnie za konstrukcję niezbyt udaną, zwłaszcza z powodu nadmiernej podatności na ruchy fal morskich.
Statek pływał głównie po Zatoce Gdańskiej i Pomorskiej, miewał też rejsy do Ystad, Sztokholmu, Rygi, Helsinek, Leningradu i Mariehamn. W okresie swojej blisko trzydziestoletniej służby trzykrotnie był czarterowany przez armatorów zagranicznych.

## MS Mazowsze 2009
12 stycznia 2009 zwodowany został nowy masowiec PŻM, wybudowany w stoczni Xingang.